# Theridula multiguttata
Theridula multiguttata là một loài nhện trong họ Theridiidae.
Loài này thuộc chi Theridula. Theridula multiguttata được Eugen von Keyserling miêu tả năm 1886.